# Liste des distinctions de Call Me by Your Name
Cette page dresse la liste des distinctions obtenues par le film américain Call Me by Your Name, réalisé par Luca Guadagnino, sorti en 2017.

## Distinctions
| Date                   | Distinction                                       | Catégorie                                                        | Nom                                                                                 | Résultat       |
| ---------------------- | ------------------------------------------------- | ---------------------------------------------------------------- | ----------------------------------------------------------------------------------- | -------------- |
| 9 au 18 février 2017   | Berlinale                                         | Teddy Award                                                      | Call Me by Your Name                                                                | En compétition |
| 18 juin 2017           | Festival du film de Sydney                        | Prix de l'audience des films Foxtel                              | Call Me by Your Name                                                                | 2e place       |
| 20 août 2017           | Festival international du film de Melbourne       | Prix de l'audience                                               | Call Me by Your Name                                                                | Lauréat        |
| 17 septembre 2017      | Festival international du film de Toronto         | People's Choice Award                                            | Call Me by Your Name                                                                | 3e place       |
| 29 septembre 2017      | Festival international du film de Saint-Sébastien | Prix Sebastiane                                                  | Call Me by Your Name                                                                | En compétition |
| 6 novembre 2017        | Festival du film de Hollywood                     | Meilleure révélation masculine de l'année                        | Timothée Chalamet                                                                   | Lauréat        |
| 12 novembre 2017       | St. Louis International Film Festival             | Prix du meilleur choix du public Fest                            | Call Me by Your Name                                                                | Lauréat        |
| 21 novembre 2017       | Chéries-Chéris                                    | Grand-prix du film de long métrage                               | Call Me by Your Name                                                                | Lauréat        |
| 27 novembre 2017       | Gotham Independent Film Awards                    | Meilleur film dramatique                                         | Call Me by Your Name                                                                | Lauréat        |
| 27 novembre 2017       | Gotham Independent Film Awards                    | Meilleure révélation masculine de l'année                        | Timothée Chalamet                                                                   | Lauréat        |
| 27 novembre 2017       | Gotham Independent Film Awards                    | Meilleur scénario                                                | James Ivory                                                                         | Nomination     |
| 3 décembre 2017        | Dallas-Fort Worth Film Critics Association        | Meilleur film                                                    | Call Me by Your Name                                                                | 4e place       |
| 3 décembre 2017        | Dallas-Fort Worth Film Critics Association        | Meilleur acteur                                                  | Timothée Chalamet                                                                   | 4e place       |
| 3 décembre 2017        | Dallas-Fort Worth Film Critics Association        | Meilleur acteur dans un second rôle                              | Armie Hammer                                                                        | 4e place       |
| 3 décembre 2017        | Festival international du film de Singapour       | Prix du choix de l'audience                                      | Call Me by Your Name                                                                | Lauréat        |
| 7 décembre 2017        | Detroit Film Critics Society                      | Meilleur acteur                                                  | Timothée Chalamet                                                                   | Nomination     |
| 7 décembre 2017        | Detroit Film Critics Society                      | Meilleur acteur dans un second rôle                              | Michael Stuhlbarg                                                                   | Nomination     |
| 7 décembre 2017        | Detroit Film Critics Society                      | Meilleure révélation de l'année                                  | Timothée Chalamet                                                                   | Nomination     |
| 8 décembre 2017        | Washington DC Area Film Critics Association       | Meilleur film                                                    | Call Me by Your Name                                                                | Nomination     |
| 8 décembre 2017        | Washington DC Area Film Critics Association       | Meilleur acteur                                                  | Timothée Chalamet                                                                   | Nomination     |
| 8 décembre 2017        | Washington DC Area Film Critics Association       | Meilleur acteur dans un second rôle                              | Armie Hammer                                                                        | Nomination     |
| 8 décembre 2017        | Washington DC Area Film Critics Association       | Meilleur acteur dans un second rôle                              | Michael Stuhlbarg                                                                   | Nomination     |
| 8 décembre 2017        | Washington DC Area Film Critics Association       | Meilleur scénario adapté                                         | James Ivory                                                                         | Nomination     |
| 8 décembre 2017        | Washington DC Area Film Critics Association       | Meilleure photographie                                           | Sayombhu Mukdeeprom                                                                 | Nomination     |
| 10 décembre 2017       | New York Film Critics Online                      | Meilleure révélation de l'année                                  | Timothée Chalamet                                                                   | Lauréat        |
| 10 décembre 2017       | New York Film Critics Online                      | Les dix meilleurs films                                          | Call Me by Your Name                                                                | Nomination     |
| 10 décembre 2017       | San Francisco Film Critics Circle                 | Meilleur scénario adapté                                         | James Ivory                                                                         | Lauréat        |
| 10 décembre 2017       | San Francisco Film Critics Circle                 | Meilleur film                                                    | Call Me by Your Name                                                                | Nomination     |
| 10 décembre 2017       | San Francisco Film Critics Circle                 | Meilleur acteur                                                  | Timothée Chalamet                                                                   | Nomination     |
| 10 décembre 2017       | San Francisco Film Critics Circle                 | Meilleur acteur dans un second rôle                              | Armie Hammer                                                                        | Nomination     |
| 10 décembre 2017       | San Francisco Film Critics Circle                 | Meilleur acteur dans un second rôle                              | Michael Stuhlbarg                                                                   | Lauréat        |
| 10 décembre 2017       | Toronto Film Critics Association                  | Meilleur acteur                                                  | Timothée Chalamet                                                                   | Runner-up      |
| 10 décembre 2017       | Toronto Film Critics Association                  | Meilleur acteur dans un second rôle                              | Michael Stuhlbarg                                                                   | Runner-up      |
| 11 décembre 2017       | San Diego Film Critics Society                    | Body of Work                                                     | Michael Stuhlbarg                                                                   | Lauréat        |
| 11 décembre 2017       | San Diego Film Critics Society                    | Meilleure musique de film                                        | Call Me by Your Name                                                                | Runner-up      |
| 11 décembre 2017       | San Diego Film Critics Society                    | Meilleur film                                                    | Call Me by Your Name                                                                | Nomination     |
| 11 décembre 2017       | San Diego Film Critics Society                    | Meilleur acteur                                                  | Timothée Chalamet                                                                   | Nomination     |
| 11 décembre 2017       | San Diego Film Critics Society                    | Meilleur scénario                                                | James Ivory                                                                         | Nomination     |
| 11 décembre 2017       | San Diego Film Critics Society                    | Meilleure performance de l'année pour un jeune acteur            | Timothée Chalamet                                                                   | Nomination     |
| 12 décembre 2017       | Chicago Film Critics Association                  | Meilleur acteur                                                  | Timothée Chalamet                                                                   | Lauréat        |
| 12 décembre 2017       | Chicago Film Critics Association                  | Meilleur scénario adapté                                         | James Ivory                                                                         | Lauréat        |
| 12 décembre 2017       | Chicago Film Critics Association                  | Acteur le plus prometteur                                        | Timothée Chalamet                                                                   | Lauréat        |
| 12 décembre 2017       | Chicago Film Critics Association                  | Meilleur film                                                    | Call Me by Your Name                                                                | Nomination     |
| 12 décembre 2017       | Chicago Film Critics Association                  | Meilleur réalisateur                                             | Luca Guadagnino                                                                     | Nomination     |
| 12 décembre 2017       | Chicago Film Critics Association                  | Meilleur acteur dans un second rôle                              | Armie Hammer                                                                        | Nomination     |
| 12 décembre 2017       | Chicago Film Critics Association                  | Meilleur acteur dans un second rôle                              | Michael Stuhlbarg                                                                   | Nomination     |
| 12 décembre 2017       | Chicago Film Critics Association                  | Meilleur montage                                                 | Walter Fasano                                                                       | Nomination     |
| 13 décembre 2017       | Dublin Film Critics' Circle                       | Meilleur acteur                                                  | Timothée Chalamet                                                                   | 4e place       |
| 13 décembre 2017       | Dublin Film Critics' Circle                       | Meilleur acteur                                                  | Armie Hammer                                                                        | 6e place       |
| 13 décembre 2017       | Dublin Film Critics' Circle                       | Meilleur film                                                    | Call Me by Your Name                                                                | 7e place       |
| 13 décembre 2017       | Dublin Film Critics' Circle                       | Meilleure photographie                                           | Sayombhu Mukdeeprom                                                                 | Runner-up      |
| 17 décembre 2017       | St. Louis Film Critics Association                | Meilleur scénario adapté                                         | James Ivory, André Aciman                                                           | Nomination     |
| 17 décembre 2017       | St. Louis Film Critics Association                | Meilleure scène                                                  | Michael Stuhlbarg                                                                   | Nomination     |
| 18 décembre 2017       | Seattle Film Critics Society                      | Meilleur casting                                                 | Call Me by Your Name                                                                | Nomination     |
| 21 décembre 2017       | Women Film Critics Circle                         | Meilleur acteur                                                  | Timothée Chalamet                                                                   | Nomination     |
| 23 décembre 2017       | Florida Film Critics Circle                       | Meilleur acteur                                                  | Timothée Chalamet                                                                   | Lauréat        |
| 23 décembre 2017       | Florida Film Critics Circle                       | Meilleur scénario adapté                                         | James Ivory                                                                         | Lauréat        |
| 23 décembre 2017       | Florida Film Critics Circle                       | Prix Pauline Kael                                                | Timothée Chalamet                                                                   | Lauréat        |
| 23 décembre 2017       | Florida Film Critics Circle                       | Meilleur film                                                    | Call Me by Your Name                                                                | Nomination     |
| 23 décembre 2017       | Florida Film Critics Circle                       | Meilleur acteur dans un second rôle                              | Armie Hammer                                                                        | Nomination     |
| 23 décembre 2017       | Florida Film Critics Circle                       | Meilleur acteur dans un second rôle                              | Michael Stuhlbarg                                                                   | Nomination     |
| 28 décembre 2017       | Online Film Critics Society                       | Meilleur scénario adapté                                         | James Ivory                                                                         | Lauréat        |
| 28 décembre 2017       | Online Film Critics Society                       | Meilleure révélation de l'année                                  | Timothée Chalamet                                                                   | Lauréat        |
| 28 décembre 2017       | Online Film Critics Society                       | Meilleur film                                                    | Call Me by Your Name                                                                | Nomination     |
| 28 décembre 2017       | Online Film Critics Society                       | Meilleur acteur                                                  | Timothée Chalamet                                                                   | Nomination     |
| 28 décembre 2017       | Online Film Critics Society                       | Meilleur acteur dans un second rôle                              | Armie Hammer                                                                        | Nomination     |
| 28 décembre 2017       | Online Film Critics Society                       | Meilleur acteur dans un second rôle                              | Michael Stuhlbarg                                                                   | Nomination     |
| 2 janvier 2018         | Festival international du film de Palm Springs    | Prix Rising Star                                                 | Timothée Chalamet                                                                   | Lauréat        |
| 3 janvier 2018         | New York Film Critics Circle                      | Meilleur acteur                                                  | Timothée Chalamet                                                                   | Lauréat        |
| 4 janvier 2018         | Golden Tomato Awards                              | Meilleure version limitée examinée                               | Call Me by Your Name                                                                | Lauréat        |
| 4 janvier 2018         | Golden Tomato Awards                              | Meilleurs films romantiques évalués                              | Call Me by Your Name                                                                | 2e place       |
| 5 janvier 2018         | AACTA Awards                                      | Meilleur film                                                    | Call Me by Your Name                                                                | Nomination     |
| 5 janvier 2018         | AACTA Awards                                      | Meilleur réalisateur                                             | Luca Guadagnino                                                                     | Nomination     |
| 5 janvier 2018         | AACTA Awards                                      | Meilleur acteur                                                  | Timothée Chalamet                                                                   | Nomination     |
| 5 janvier 2018         | AACTA Awards                                      | Meilleur acteur dans un second rôle                              | Armie Hammer                                                                        | Nomination     |
| 5 janvier 2018         | AACTA Awards                                      | Meilleur scénario                                                | James Ivory                                                                         | Nomination     |
| 5 janvier 2018         | American Film Institute                           | Les dix meilleurs films de l'année                               | Call Me by Your Name                                                                | Lauréat        |
| 6 janvier 2018         | National Society of Film Critics                  | Meilleur acteur dans un second rôle                              | Michael Stuhlbarg                                                                   | 2e place       |
| 6 janvier 2018         | National Society of Film Critics                  | Meilleur acteur                                                  | Timothée Chalamet                                                                   | 3e place       |
| 7 janvier 2018         | Golden Globes                                     | Meilleur film dramatique                                         | Call Me by Your Name                                                                | Nomination     |
| 7 janvier 2018         | Golden Globes                                     | Meilleur acteur dans un film dramatique                          | Timothée Chalamet                                                                   | Nomination     |
| 7 janvier 2018         | Golden Globes                                     | Meilleur acteur dans un second rôle                              | Armie Hammer                                                                        | Nomination     |
| 8 janvier 2018         | Austin Film Critics Association                   | Meilleur acteur                                                  | Timothée Chalamet                                                                   | Lauréat        |
| 8 janvier 2018         | Austin Film Critics Association                   | Meilleur scénario adapté                                         | James Ivory                                                                         | Lauréat        |
| 8 janvier 2018         | Austin Film Critics Association                   | Prix Robert R. 'Bobby' McCurdy de révélation mémorial de l'année | Timothée Chalamet                                                                   | Lauréat        |
| 8 janvier 2018         | Austin Film Critics Association                   | Les dix meilleurs films                                          | Call Me by Your Name                                                                | 2e place       |
| 8 janvier 2018         | Austin Film Critics Association                   | Meilleurs film                                                   | Call Me by Your Name                                                                | Nomination     |
| 8 janvier 2018         | Austin Film Critics Association                   | Meilleur acteur dans un second rôle                              | Armie Hammer                                                                        | Nomination     |
| 8 janvier 2018         | Austin Film Critics Association                   | Meilleur acteur dans un second rôle                              | Michael Stuhlbarg                                                                   | Nomination     |
| 8 janvier 2018         | Vancouver Film Critics Circle                     | Meilleur acteur                                                  | Timothée Chalamet                                                                   | Nomination     |
| 8 janvier 2018         | Vancouver Film Critics Circle                     | Meilleur acteur dans un second rôle                              | Armie Hammer                                                                        | Nomination     |
| 9 janvier 2018         | Alliance of Women Film Journalists                | Meilleur scénario adapté                                         | James Ivory                                                                         | Lauréat        |
| 9 janvier 2018         | Alliance of Women Film Journalists                | Meilleur film                                                    | Luca Guadagnino, Peter Spears, Émilie Georges, and Marco Morabito                   | Nomination     |
| 9 janvier 2018         | Alliance of Women Film Journalists                | Meilleur acteur                                                  | Timothée Chalamet                                                                   | Nomination     |
| 9 janvier 2018         | Alliance of Women Film Journalists                | Meilleur acteur dans un second rôle                              | Michael Stuhlbarg                                                                   | Nomination     |
| 9 janvier 2018         | National Board of Review                          | Les dix meilleurs films                                          | Call Me by Your Name                                                                | Lauréat        |
| 9 janvier 2018         | National Board of Review                          | Meilleure performance masculine de l'année                       | Timothée Chalamet                                                                   | Lauréat        |
| 10 janvier 2018        | Satellite Awards                                  | Meilleur film                                                    | Call Me by Your Name                                                                | Nomination     |
| 10 janvier 2018        | Satellite Awards                                  | Meilleur acteur dans un second rôle                              | Armie Hammer                                                                        | Nomination     |
| 10 janvier 2018        | Satellite Awards                                  | Meilleur scénario adapté                                         | James Ivory                                                                         | Nomination     |
| 11 janvier 2018        | Critics' Choice Movie Awards                      | Meilleur scénario original                                       | James Ivory                                                                         | Lauréat        |
| 11 janvier 2018        | Critics' Choice Movie Awards                      | Meilleur film                                                    | Call Me by Your Name                                                                | Nomination     |
| 11 janvier 2018        | Critics' Choice Movie Awards                      | Meilleur réalisateur                                             | Luca Guadagnino                                                                     | Nomination     |
| 11 janvier 2018        | Critics' Choice Movie Awards                      | Meilleur acteur                                                  | Timothée Chalamet                                                                   | Nomination     |
| 11 janvier 2018        | Critics' Choice Movie Awards                      | Meilleur acteur dans un second rôle                              | Armie Hammer                                                                        | Nomination     |
| 11 janvier 2018        | Critics' Choice Movie Awards                      | Meilleur acteur dans un second rôle                              | Michael Stuhlbarg                                                                   | Nomination     |
| 11 janvier 2018        | Critics' Choice Movie Awards                      | Meilleure photographie                                           | Sayombhu Mukdeeprom                                                                 | Nomination     |
| 11 janvier 2018        | Critics' Choice Movie Awards                      | Meilleure chanson originale                                      | Sufjan Stevens (pour Mystery of Love)                                               | Nomination     |
| 11 janvier 2018        | Writers Guild of America Awards                   | Meilleur scénario adapté                                         | James Ivory                                                                         | Lauréat        |
| 12 janvier 2018        | Georgia Film Critics Association                  | Meilleur film                                                    | Call Me by Your Name                                                                | Nomination     |
| 12 janvier 2018        | Georgia Film Critics Association                  | Meilleur acteur                                                  | Timothée Chalamet                                                                   | Nomination     |
| 12 janvier 2018        | Georgia Film Critics Association                  | Meilleur acteur dans un second rôle                              | Michael Stuhlbarg                                                                   | Nomination     |
| 12 janvier 2018        | Georgia Film Critics Association                  | Meilleur scénario adapté                                         | James Ivory                                                                         | Nomination     |
| 12 janvier 2018        | Georgia Film Critics Association                  | Meilleure chanson originale                                      | Sufjan Stevens (pour Mystery of Love)                                               | Nomination     |
| 12 janvier 2018        | Georgia Film Critics Association                  | Meilleure révélation de l'année                                  | Timothée Chalamet                                                                   | Nomination     |
| 13 janvier 2018        | Los Angeles Film Critics Association              | Meilleur film                                                    | Call Me by Your Name                                                                | Lauréat        |
| 13 janvier 2018        | Los Angeles Film Critics Association              | Meilleur réalisateur                                             | Luca Guadagnino                                                                     | Lauréat        |
| 13 janvier 2018        | Los Angeles Film Critics Association              | Meilleur acteur                                                  | Timothée Chalamet                                                                   | Lauréat        |
| 20 janvier 2018        | Producers Guild of America Awards                 | Meilleur film théâtral                                           | Luca Guadagnino, Peter Spears, Émilie Georges, Marco Morabito                       | Nomination     |
| 21 janvier 2018        | Screen Actors Guild Awards                        | Meilleur acteur                                                  | Timothée Chalamet                                                                   | Nomination     |
| 28 janvier 2018        | London Film Critics Circle                        | Acteur de l'année                                                | Timothée Chalamet                                                                   | Lauréat        |
| 28 janvier 2018        | London Film Critics Circle                        | Film de l'année                                                  | Call Me by Your Name                                                                | Nomination     |
| 28 janvier 2018        | London Film Critics Circle                        | Réalisateur de l'année                                           | Luca Guadagnino                                                                     | Nomination     |
| 28 janvier 2018        | London Film Critics Circle                        | Acteur de l'année dans un second rôle                            | Michael Stuhlbarg                                                                   | Nomination     |
| 28 janvier 2018        | London Film Critics Circle                        | Scénariste de l'année                                            | James Ivory                                                                         | Nomination     |
| 31 janvier 2018        | Festival international du film de Santa Barbara   | Prix du virtuose                                                 | Timothée Chalamet                                                                   | Lauréat        |
| 6 février 2018         | Houston Film Critics Society                      | Meilleur film                                                    | Call Me by Your Name                                                                | Nomination     |
| 6 février 2018         | Houston Film Critics Society                      | Meilleur acteur                                                  | Timothée Chalamet                                                                   | Nomination     |
| 6 février 2018         | Houston Film Critics Society                      | Meilleur acteur dans un second rôle                              | Michael Stuhlbarg                                                                   | Nomination     |
| 6 février 2018         | Houston Film Critics Society                      | Meilleure photographie                                           | Sayombhu Mukdeeprom                                                                 | Lauréat        |
| 6 février 2018         | Houston Film Critics Society                      | Meilleure chanson originale                                      | Sufjan Stevens (pour Visions of Gideon)                                             | Nomination     |
| 10 février 2018        | USC Scripter Award                                | Meilleur scénario                                                | André Aciman, James Ivory                                                           | Lauréat        |
| 13 février 2018        | Village Voice Film Poll                           | Meilleure performance                                            | Timothée Chalamet                                                                   | 2e place       |
| 13 février 2018        | Village Voice Film Poll                           | Meilleur film                                                    | Call Me by Your Name                                                                | 4e place       |
| 13 février 2018        | Village Voice Film Poll                           | Meilleur scénario                                                | James Ivory                                                                         | 4e place       |
| 13 février 2018        | Village Voice Film Poll                           | Meilleur réalisateur                                             | Luca Guadagnino                                                                     | 5e place       |
| 13 février 2018        | Village Voice Film Poll                           | Meilleure performance dans un second rôle                        | Michael Stuhlbarg                                                                   | 5e place       |
| 18 février 2018        | BAFTA Awards                                      | Meilleur scénario adapté                                         | James Ivory                                                                         | Lauréat        |
| 18 février 2018        | BAFTA Awards                                      | Meilleur film                                                    | Call Me by Your Name                                                                | Nomination     |
| 18 février 2018        | BAFTA Awards                                      | Meilleur réalisateur                                             | Luca Guadagnino                                                                     | Nomination     |
| 18 février 2018        | BAFTA Awards                                      | Meilleur acteur                                                  | Timothée Chalamet                                                                   | Nomination     |
| 24 février 2018        | Dorian Awards                                     | Film de l'année                                                  | Call Me by Your Name                                                                | Lauréat        |
| 24 février 2018        | Dorian Awards                                     | Meilleure performance de l'année - acteur                        | Timothée Chalamet                                                                   | Lauréat        |
| 24 février 2018        | Dorian Awards                                     | Meilleure performance de l'année dans un second rôle - acteur    | Michael Stuhlbarg                                                                   | Lauréat        |
| 24 février 2018        | Dorian Awards                                     | Réalisateur de l'année                                           | Luca Guadagnino                                                                     | Nomination     |
| 24 février 2018        | Dorian Awards                                     | Meilleure performance de l'année dans un second rôle - acteur    | Armie Hammer                                                                        | Lauréat        |
| 24 février 2018        | Dorian Awards                                     | Film LGBTQ de l'année                                            | Call Me by Your Name                                                                | Lauréat        |
| 24 février 2018        | Dorian Awards                                     | Prix 'We're Wilde About You!' Rising Star                        | Timothée Chalamet                                                                   | Lauréat        |
| 24 février 2018        | Dorian Awards                                     | Film visuellement frappant de l'année                            | Call Me by Your Name                                                                | Nomination     |
| 24 février 2018        | Dorian Awards                                     | Scénario de l'année                                              | James Ivory                                                                         | Nomination     |
| 3 mars 2018            | Film Independent's Spirit Awards                  | Meilleur acteur                                                  | Timothée Chalamet                                                                   | Lauréat        |
| 3 mars 2018            | Film Independent's Spirit Awards                  | Meilleure photographie                                           | Sayombhu Mukdeeprom                                                                 | Lauréat        |
| 3 mars 2018            | Film Independent's Spirit Awards                  | Meilleur film                                                    | Call Me by Your Name                                                                | Nomination     |
| 3 mars 2018            | Film Independent's Spirit Awards                  | Meilleur réalisateur                                             | Luca Guadagnino                                                                     | Nomination     |
| 3 mars 2018            | Film Independent's Spirit Awards                  | Meilleur acteur dans un second rôle                              | Armie Hammer                                                                        | Nomination     |
| 3 mars 2018            | Film Independent's Spirit Awards                  | Meilleur montage                                                 | Walter Fasano                                                                       | Nomination     |
| 4 mars 2018            | Oscars                                            | Meilleur scénario adapté                                         | James Ivory                                                                         | Lauréat        |
| 4 mars 2018            | Oscars                                            | Meilleur film                                                    | Luca Guadagnino, Peter Spears, Émilie Georges, Marco Morabito                       | Nomination     |
| 4 mars 2018            | Oscars                                            | Meilleur acteur                                                  | Timothée Chalamet                                                                   | Nomination     |
| 4 mars 2018            | Oscars                                            | Meilleure chanson                                                | Sufjan Stevens (pour Mystery of Love)                                               | Nomination     |
| 13 mars 2018           | Australian Film Critics Association               | Meilleur film international en anglais                           | Call Me by Your Name                                                                | Lauréat        |
| 18 mars 2018           | Empire Awards                                     | Meilleur film                                                    | Call Me by Your Name                                                                | Nomination     |
| 18 mars 2018           | Empire Awards                                     | Meilleur acteur                                                  | Armie Hammer                                                                        | Nomination     |
| 18 mars 2018           | Empire Awards                                     | Meilleur espoir masculin                                         | Timothée Chalamet                                                                   | Nomination     |
| 18 mars 2018           | Empire Awards                                     | Meilleur scénario                                                | Call Me by Your Name                                                                | Nomination     |
| 18 mars 2018           | Empire Awards                                     | Meilleure bande originale                                        | Call Me by Your Name                                                                | Nomination     |
| 12 avril au 5 mai 2018 | GLAAD Media Awards                                | Film exceptionnel                                                | Call Me by Your Name                                                                | Lauréat        |
| 7 juin 2018            | Ciak d'oro                                        | Meilleur film                                                    | Call Me by Your Name                                                                | Lauréat        |
| 7 juin 2018            | Ciak d'oro                                        | Meilleur montage                                                 | Walter Fasano                                                                       | Lauréat        |
| 7 juin 2018            | Ciak d'oro                                        | Meilleure affiche                                                | Call Me by Your Name                                                                | Lauréat        |
| 27 mars 2019           | David di Donatello,                               | Meilleur scénario adapté                                         | Luca Guadagnino, Walter Fasano et James Ivory                                       | Lauréat        |
| 27 mars 2019           | David di Donatello,                               | Meilleure chanson originale                                      | Mystery of Love (musique et texte de Sufjan Stevens, interprété par Sufjan Stevens) | Lauréat        |